# Vuursnelheid
De vuursnelheid van een vuurwapen is de frequentie waarmee dit wapen kogels kan afvuren. De vuursnelheid wordt uitgedrukt in schoten per minuut (Engels: rounds per minute of rpm). Bij automatische vuurwapens wordt er een onderscheid gemaakt tussen de theoretische en de praktische vuursnelheid.
- De theoretische vuursnelheid is het aantal schoten dat een wapen kan afvuren indien de munitie in het wapen niet op zou geraken en het wapen geen storingen krijgt. Zo is de theoretische vuursnelheid van de FN F2000 bijvoorbeeld 850 rpm.
- De praktische vuursnelheid van een vuurwapen is het aantal schoten dat in de praktijk wordt afgevuurd, waarbij de tijd die er verloren gaat met het vervangen van een magazijn of patroonband of het insteken van een nieuwe loop of het oplossen van een eventuele storing, wordt meegerekend.